# Жан Тронтель
Жан Тронтель (словен. Žan Trontelj; нар. 21 січня 2000) — словенський футболіст, правий захисник луганської «Зорі».

## Клубна кар'єра
Вихованець «Браво», у складі якого й розпочав дорослу футбольну кар'єру. Дебютував за вище вказаний колектив 25 жовтня 2017 року в нічийному (0:0) виїзному поєдинку 12-го туру Другої ліги Словенії проти «Краня». Жан вийшов на поле в стартовому складі та відіграв увесь матч, а на 23-й хвилині отримав жовту картку. В еліті словенського футболу дебютував 2 листопада 2019 року в програному (0:1) домашньому поєдинку 16-го туру проти «Марибора». Тронтель вийшов на поле в стартовому складі та відіграв увесь матч, а на 62-й хвилині отримав жовту картку. Першим голом у вищому дивізіоні словенського чемпіонату відзначився 13 квітня 2021 року на 28-й хвилині нічийного (1:1) виїзного поєдинку 27-го туру проти столичної «Олімпії». Жан вийшов на поле в стартовому складі, а на 65-й хвилині його замінив Матеж Матко. Загалом у складі «Браво» провів 132 матчі, в яких відзначився 2-ма голами та 3-ма результативними передачами.
Наприкінці липня 2023 року вільним агентом перейшов до «Мури». У футболці столичного клубу дебютував 30 липня 2023 року в програному (0:5) виїзному поєдинку 2-го туру Першої ліги Словенії проти «Целє». Тронтель вийшов на поле на 64-й хвилині замість косовара Леарда Садріу. Першим голом за «Муру» відзначився 22 жовтня 2023 року на 11-й хвилині нічийного (2:2) домашнього поєдинку 13-го туру Першої ліги Словенії проти «Копера». Жан вийшов на поле в стартовому складі та відіграв увесь матч. У сезоні 2023/24 років зіграв 33 матчі, в яких відзначився 2-ма голами та 3-ма гольовими передачами.
24 червня 2024 року підписав контракт зі «Зорею».

## Кар'єра в збірній
Виступав за юнацькі збірні Словенії (U-16), (U-17), (U-18) та (U-19).
У футболці молодіжної збірної Словенії дебютував 17 листопада 2020 року в нічийному (2:2) товариському поєдинку проти молодіжної збірної Росії. Жан вийшов на поле на 78-й хвилині замість Ніка Прелеца. Загалом у складі словенської «молодіжки» провів 10 поєдинків.